# T-S 19 Turov
T-S 19 „Turov“ je pěchotní srub u Rokytníku, části města Hronov v okrese Náchod. Společně se sousedním pěchotním srubem T-S 20 „Na pláni“ tvoří pevnostní uzávěr Chlívce. Bunkr byl vybudován ve II. odolnosti ve dnech 12.–15.5. 1938 stavební firmou Ing. Josef Filip, Praha, jako součást podúseku 1./V. Zbečník v rámci úseku ŽSV V Náchod. Osádku objektu mělo tvořit 29 vojáků.

## Výzbroj
Hlavní výzbroj objektu pod betonem sestávala na levé straně z 4cm kanónů vz. 36 spřaženého s těžkým kulometem a dvojčete těžkých kulometů vz. 37. V kasematě na pravé straně bylo pouze dvojče těžkých kulometů. Pomocné zbraně tvořily dva lehké kulomety vz. 26 v pancéřových zvonech. Oproti většině oboustranných bunkrů ve II. stupni odolnosti, postrádá jednu z krycích střílen pod betonem, a to v levé kasematě.

## Historie
Bunkr T-S 19 byl stavebně dokončen, ale pořád na něm probíhaly práce. Objekt postrádal pancéřové zvony, diesel agregát a čerpadlo. Instalace vody, elektřiny a vzduchotechniky byla rozpracována. S nejvyšší pravděpodobností byl bunkr v období mnichovské krize vyzbrojen a opatřen alespoň částečnou zásobou munice a zásob. Stěny byly opatřeny maskovacími barvami. Objekt měl zhruba z poloviny dokončenou kamennou rovnaninu.
Po záboru Sudet byl bunkr cvičně postřelován dělostřelectvem a podroben zkouškám náloží. 
V poválečném období byl objekt a jeho okolí využíváno k ukládání uhynulého dobytka.
Dnes je bunkr rekonstruován klubem vojenské historie T-S 19 Turov.